# Downhere
Downhere é uma banda de rock cristão (rock alternativo melódico) do Canadá vencedora dos prêmios Juno, Dove, e Covenant. Eles têm lançados seis álbuns até o momento, sendo o último deles On The Altar of Love, de 23 de agosto de 2011. Como outra bandas, como Fleetwood Mac e Vertical Horizon, Downhere também tem dois cantores principais.

## Membros da banda
- Marc Martel - vocalista, guitarra
- Jason Germain - vocalista, guitarra, piano
- Glenn Lavender - Baixo
- Jeremy Thiessen - bateria

## Discografia

### Álbuns
- downhere (Independent, 1999[1][2]
- downhere (2001)
- So Much For Substitutes (2003)
- Wide-Eyed And Mystified (2006)
- Wide-Eyed And Simplified (2007)
- Thunder After Lightning (The Uncut Demos) (2007)
- Thank You For Coming (The Live Bootlegs) (2008)
- Ending is Beginning (2008, review[3])